# Robert D. Levin
Robert D. Levin (né le 13 octobre 1947) est un artiste classique, musicologue et compositeur, également directeur artistique du Festival de musique de Sarasota.

## Biographie
Levin assiste à la Brooklyn Friends School et à la Andrew Jackson High School, puis passe une année à étudier avec Nadia Boulanger à Paris. Il étudie à Harvard, où il passe avec succès Bachelor of Arts en 1968 avec sa thèse intitulé The Unfinished Works of W. A. Mozart [Les œuvres inachevées de Mozart].
Levin prend des leçons privées à la Chatham Square Music School, Conservatoire de Paris et Conservatoire américain de Fontainebleau avec :
- piano, avec Jan Gorbaty, Louis Martin, Alice Gaultier-Léon, Jean Casadesus, Clifford Curzon et Robert Casadesus
- orgue, avec Nadia Boulanger
- solfège, avec Seymour Bernstein, Louis Martin et Annette Dieudonné
- contrepoint, avec Suzanne Bloch et Nadia Boulanger
- composition, avec Stefan Wolpe
- direction d'orchestre, avec Eleazar de Carvalho

### Professeur
Après son diplôme d'Harvard, Levin est nommé chef du département théorie de la musique du Curtis Institute of Music. Il est ensuite nommé professeur agrégé de musique et coordonnateur de l'enseignement de la théorie à la State University of New York de Purchase et enfin professeur en 1975. de 1986 à 1993, il est professeur de piano à la Hochschule für Musik Freiburg en Allemagne. En 1993, il est professeur de musique à l'Université Harvard, où il est encore. En 1994, il est fait Dwight P. Robinson Jr professeur de sciences humaines à Harvard. En 2012, en tant que professeur en visite (Humanitas Visiting Professor) pour la musique de chambre à l'université de Cambridge, il donne deux conférences intitulées Improvisation et composition de Mozart et un concert avec Academy of Ancient Music.
La carrière universitaire de Levin comprend l'enseignement et le tutorat de la pratique de l'interprétation (avec notamment les instruments à clavier et la direction d'orchestre avec un accent sur la période classique), en plus de l'histoire de la musique et la théorie.

### Achèvements d'œuvres
Levin a complété ou reconstruit un certain nombre d'œuvres du XVIIIe siècle, en particulier des compositions restées inachevées de Mozart et Johann Sebastian Bach.
Ses finitions de plusieurs œuvres de Mozart inachevées, notamment le Requiem en ré mineur et la « Grande » messe en ut mineur, sont considérés comme ses réalisations les plus importantes. Dans le Requiem, il a reconstitué la fugue de l'Amen d'après les esquisses de Mozart. John Eliot Gardiner le chargea d'écrire les parties d'orchestre manquantes de cinq mouvements de cantates de Bach, tel que l'aria pour soprano de la cantate Ach! ich sehe, itzt, da ich zur Hochzeit gehe, BWV 162. En tant qu'interprète, il est surtout connu  en général, en tant que soliste de l'ère classique des concertos pour piano et en particulier ceux de Mozart et de Beethoven, dans lequel il recrée la pratique robuste de l'interprétation de l'époque des compositeurs, notamment en improvisant les cadences et de petits embellissements dans le style du compositeur.
Levin a également composé plusieurs œuvres, notamment :
- 2 sonates pour clarinette (1961 ; 1967–68)
- 2 petites pièces pour piano (1966–67)
- Sonate pour basson (1965–66)
- Quintette à vents (1965)
- Quatuor avec piano (1964–65)
- Sonate pour piano (1962)

### Achèvements et reconstructions de fragments de Mozart
- Requiem in D minor K. 626 (1995) (historiquement complété également par Franz Xaver Süssmayr)
- « Grande » messe en ut mineur  K. 427
- Larghetto et Allegro en mi-bémol majeur pour 2 pianos K. deest (historiquement complété également par Maximilian Stadler et Paul Badura-Skoda)
- Rondo en la majeur pour clarinette de basset et quatuor à cordes, K.581a
- Allegro en si-bémol majeur pour clarinette de basset et quatuor à cordes, K.516c
- Allegro en si-bémol majeur pour clavier, K. 400 (historiquement complété également par Maximilian Stadler)
- Allegro en sol mineur pour clavier, K. 312 (historiquement complété également par un compositeur inconnu)
- Suite en ut majeur pour clavier, K. 399 : Sarabande
- Concerto pour violon et piano, K. Anh. 56/315f
- Concerto pour cor en ré majeur K. 412 (historiquement complété également par Franz Xaver Süssmayr)
- Rondo pour cor et orchestre en mi-bémol majeur K. 371
- Sinfonia concertante pour hautbois, clarinette, cor et basson, K. 297b (reconstruction d'une éventuelle version originale pour flûte, hautbois, cor et basson)

## Enregistrements faits avec des instruments d'époque
- Robert Levin, Trevor Pinnock, Robert Hill, Peter Watchorn, Edward Aldwell, Evgeni Koroliov. Johann Sebastian Bach. Keyboard Works. Clavecin, organ, Hanssler Classic
- Robert Levin, Academy of Ancient Music, Christopher Hogwood. Wolfgang Amadeus Mozart. Piano Concertos K271 & K414. Anton Walter (Paul McNulty), L'Oiseau-Lyre
- Robert Levin, John Eliot Gardiner. Ludwig van Beethoven. Piano Concertos. Anton Walter (Paul McNulty), Archiv Production
- Robert Levin, Kim Kashkashian, Robyn Schulkowsky, Paul Chihara, Linda Bouchard, Dmitri Shostakovich, ECM Records
- Robert Levin. Franz Schubert. Piano Sonatas. Pianoforte Johann Fritz de 1825, Sony Classical